# Midongy (district)
Midongy is een district van Madagaskar in de regio Atsimo-Atsinanana. Het district telt 43.413 inwoners (2011) en heeft een oppervlakte van 2.700 km², verdeeld over 6 gemeentes. De hoofdplaats is Midongy.